# Grosses Engelhorn
Grosses Engelhorn är ett berg på gränsen mellan kommunerna Innertkirchen och Schattenhalb i kantonen Bern i Schweiz. Det är beläget i Bernalperna, cirka 65 kilometer sydost om huvudstaden Bern. Toppen på Grosses Engelhorn är 2 781 meter över havet.